# Wangtai (köpinghuvudort i Kina, Liaoning Sheng, lat 40,98, long 122,60)
Wangtai (kinesiska: 望台, 望台镇) är en köpinghuvudort i Kina. Den ligger i provinsen Liaoning, i den nordöstra delen av landet, omkring 110 kilometer sydväst om provinshuvudstaden Shenyang. Antalet invånare är 23 017. Befolkningen består av 11 108 kvinnor och 11 909 män. Barn under 15 år utgör 14,0 %, vuxna 15-64 år 74 %, och äldre över 65 år 10,0 %.
Runt Wangtai är det tätbefolkat, med 442 invånare per kvadratkilometer. Närmaste större samhälle är Xiliu, 15,2 km söder om Wangtai. Trakten runt Wangtai består till största delen av jordbruksmark.
Genomsnittlig årsnederbörd är 976 millimeter. Den regnigaste månaden är juli, med i genomsnitt 249 mm nederbörd, och den torraste är januari, med 7 mm nederbörd.